# 迈塞勒迪克
迈塞勒迪克（法語：Maisey-le-Duc，法語發音：[mɛzɛ lə dyk]）是法国科多尔省的一个市镇，属于蒙巴尔区。

## 地理
迈塞勒迪克（47°50'45"N, 4°40'42"E）面积12.67 平方千米，位于法国勃艮第-弗朗什-孔泰大區科多尔省，该省份为法国中东部省份，北起奥布省，西接涅夫勒省和约讷省，南至索恩-卢瓦尔省，东南接汝拉省，东临上索恩省，东北部与上马恩省接壤。
与迈塞勒迪克接壤的市镇（或旧市镇、城区）包括：旺韦、维利耶勒迪克、乌尔斯河畔普吕利、乌尔斯河畔维洛特、塞纳河畔沙蒂永、库尔邦、卢埃姆。

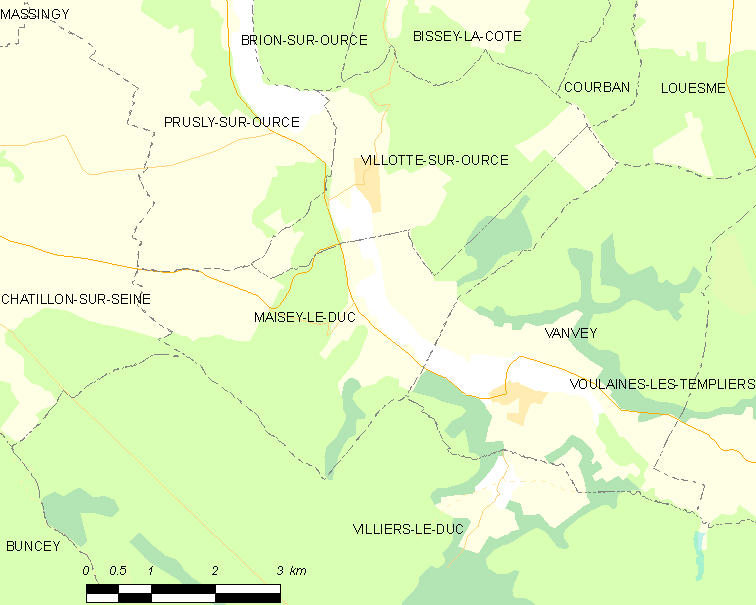
迈塞勒迪克的OSM定位图

迈塞勒迪克的时区为UTC+01:00、UTC+02:00（夏令时）。

## 行政
迈塞勒迪克的邮政编码为21400，INSEE市镇编码为21372。

## 政治
迈塞勒迪克所属的省级选区为塞纳河畔沙蒂永县。

## 人口

1962-2008年间迈塞勒迪克人口变化图示

迈塞勒迪克于2022年1月1日时的人口数量为75人。